# 我们看不到的所有光明
《所有我们看不见的光》（英語：All the Light We Cannot See） 是一部以第二次世界大战为背景的小说，作者安東尼·杜爾（美国）, 由出版商Scribner于2014年5月6日出版。

## 故事梗概
1934年，6岁的失明小女孩Marie-Laure和她的爸爸一起生活在法国巴黎。她的爸爸是自然历史博物馆的锁匠，也掌管着那里数以千计的钥匙。
Marie-Laure和父亲一起常常出入博物馆，她听说过那里的一个传说。在博物馆里的某一个地方，在层层的铁门之后，深藏着一块巨大的宝石。那是一块蓝色的宝石，但是在最中间有一块红色的瑕疵。与其说是瑕疵，不如说是点缀，它就像蓝色的大海中一团红色的火焰，这块宝石也因此被命名为“火焰之海”。据传说，“火焰之海”是一块被诅咒的宝石，谁拥有了它谁就会受到保护，但是他（她）所爱的人都会死于非命。人们相信这个说法，对这块宝石既爱又怕，没有人敢轻易地接触它，不觉间它被锁在那里已逾百年。
爸爸为Marie-Laure建造了一套精致的模型，那是他们所生活的街区。Marie-Laure不能看到自己身边的建筑和街道，但是却可以在模型上用指尖来感受到。这是她的地图，也是一个小小的藏宝箱，爸爸会在模型里面巧妙地设置一个小的暗盒，在里面藏一些小玩意儿。
如果不出意外，Marie-Laure会一直生活在那里，爸爸陪伴在她左右，读着她最喜欢的《海底两万里》。
同时，在千里之外的德国鲁尔地区，一个叫Werner的8岁男孩过着并不算幸福的生活。他的父亲是矿工，不幸在矿难中丧生，Werner成了孤儿，他和妹妹Jutta一起生活在儿童福利院。
有一天，Werner意外地捡到了一个破收音机，经过一番摆弄，Werner修好了它，可以用它来听广播。他和妹妹常常能收听到一个从遥远的法国传来的节目，一位老人向孩子们讲述科学的故事。
Werner似乎是一个无线电方面的天才。他每天都陪在他的收音机旁，弄弄这，弄弄那，几年下来，他已经对无线电技术无师自通，会解决各种各样的小问题。
如果不出意外，Werner也许会像大多数福利院里的孩子一样成为矿工，或者成为一个无线电技师。
可是在那个年代，意外不可避免地发生了。
1940年，德国入侵法国。在巴黎行将被占领之时，自然历史博物馆的馆长取出尘封已久的宝石“火焰之海”，依样制造了三个仿制品，分别请4个博物馆的工作人员把真假共4块宝石分别转移出巴黎，交到不同的地方。Marie-Laure的父亲是这4个人之一，他们俩带着这块不知真假的宝石来到了约定好的交接地方，可是那里早已被炮火夷为平地。父亲只好带着Marie-Laure转投住在Saint-Malo的叔叔家。
在Saint-Malo爸爸建造了一个新的模型，并把宝石藏在其中，叮嘱女儿保管好。Marie-Laure和她爸爸带出的那块不知真假的宝石，而接連發生許多意外：父亲被捕，送进集中营；老管家病故。
在叔公家的阁楼上，秘密地藏着一台无线电电台。它本来是Marie-Laure的祖父留下的，Werner小时候所听到的科普知识正是来自Marie-Laure的祖父。在1944年，叔公利用这个电台向盟军发送情报，盟军因此准确地掌握了德军防空炮的位置，为后来的空袭扫清了障碍。
这时的Marie-Laure已经14岁。
在故事的另一边，Werner也长大了。由于在无线电方面有出色的天赋，Werner被选拔进了一所精英学校继续学习。这所学校的目标是培养血统纯正的日尔曼优秀战士。在那里除了要进行严格而残酷的军事训练以外，Werner还发挥着他的专长，他参与发明了一种基于三角形计算的方法，可以测量出无线电信号来源的准确位置，也是发报机的所在。
1944年，Werner16岁了。这时的德国每况愈下，在战场上节节败退，伤亡惨重。为了应付兵员的不足，很多孩子的年龄被偷偷地改成18岁，然后“合法”地送上了战场，Werner也是其中之一。Werner和他的小队的任务正是应用他自己发明的方法，在战场上探测并摧毁敌方的电台。他们的作战很成功，在苏联战场上，他们一次次地清除了隐秘的电台，打击了敌人。随着战事的发展，他们转战了很多地方，最后来到了法国西北部的战略要港，Saint-Malo。
很快，Werner就探测到了发报机所在的位置，同时他也注意到了生活在那里的盲女孩(Marie-Laure)，一丝好感油然而生。这时的Saint-Malo已经成为德军和盟军两方争夺的焦点，一场空袭之后，全城一片火海，Marie-Laure的家也被炸得一片狼籍。就在这时，一名德国的珠宝猎人也找到Marie-Laure住的房子。Marie-Laure的性命汲汲可危，情急之下她跑上阁楼，打开了无线电广播求救。一直监视着这个电台的Werner听到了这一切，他终于明白自己来此的宿命并不是消灭那个纤瘦的盲女孩，而是解救她。
Werner来到阁楼，杀掉珠宝猎人，救下了Marie-Laure，短暂地交谈之后才知道，原来自己小时候一直痴迷的法国广播正是来自女孩的爷爷。Werner设法把Marie-Laure安全地交给盟军，在分别之际，Marie-Laure送给Werner一把钥匙，是模型暗盒的钥匙。而那里正藏着价值连城的宝石“火焰之海”。
Werner在后来逃跑的途中误于雷区，被炸身亡。
多年之后，Werner的一件遗物被辗转交到Marie-Laure手上，是当年Marie-Laure房间里的那个模型，有暗盒的那一片。里面还有那把钥匙。

## 艺术特色
此书语言优美，拥有诗一样的词句。
在情节的安排上也很有特色。每一章都很短，多则三五页，少则一两页，这让读者在读这五百多页厚厚的一本书时颇感轻松；Marie-Laure与Werner的故事同时讲述，每人一章轮换登场；时间的安排上也是前后交替。最后，所有时间和空间的轮换都汇集到1944年8月12日Saint-Malo的那间小小的阁楼上，故事的两人位主人公也在这里第一次也是最后一次地见面。

## 评价
截止到2015年2月，本书已经连续38周上榜“纽约时报最畅销书”；并被评为“纽约时报年度十佳小说”；此书还获得2015年“普利策小说奖”。

## 改编作品
- 2023年電視劇《呼喚奇蹟的光》